# Catenicula compacta
Catenicula compacta är en mossdjursart som beskrevs av Charles Henry O'Donoghue och de Watteville 1944. Catenicula compacta ingår i släktet Catenicula och familjen Alysidiidae. Inga underarter finns listade i Catalogue of Life.